# 모스크바 시티

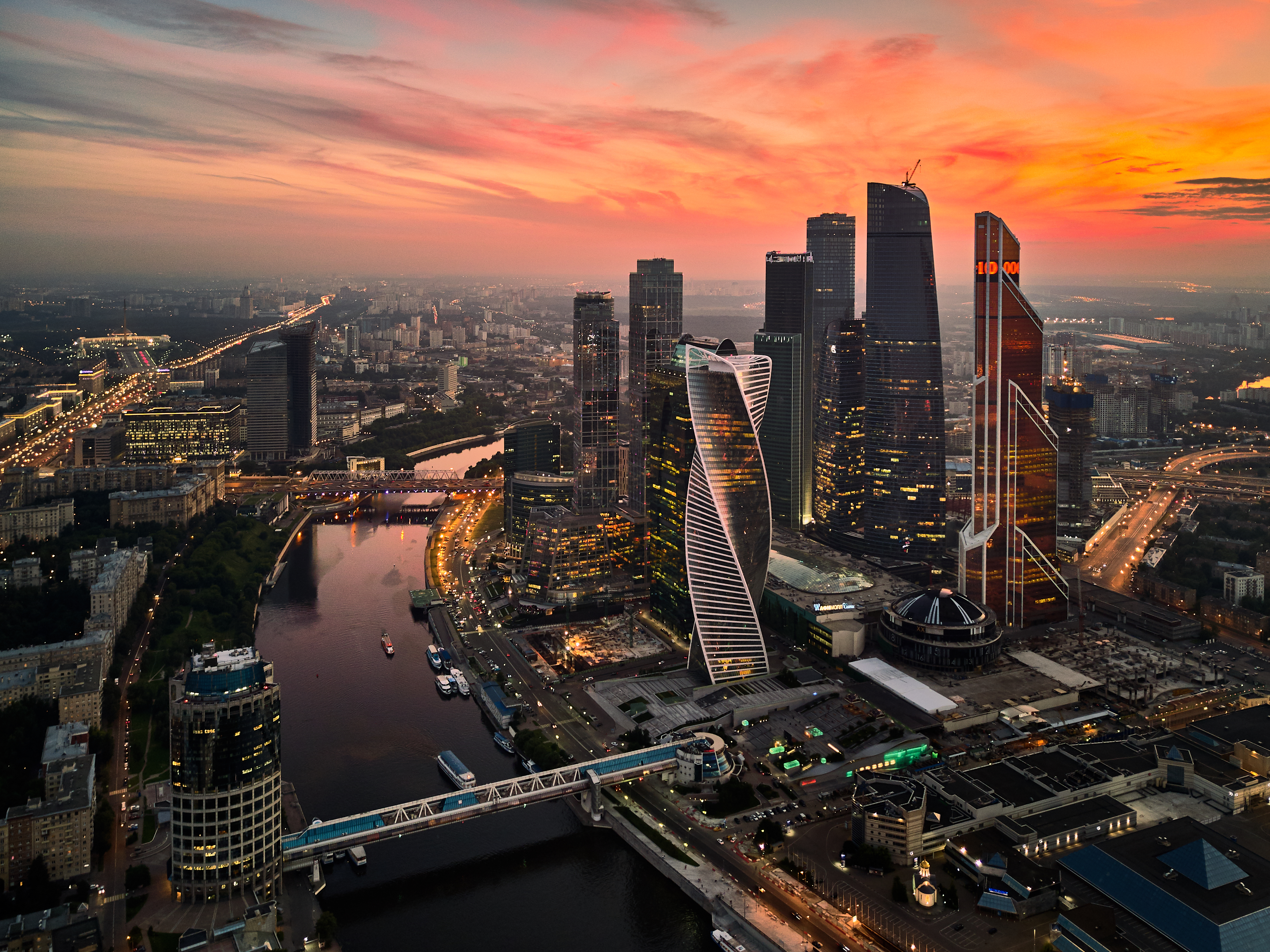
모스크바 국제 비즈니스 센터

모스크바 국제 비즈니스 센터(러시아어: Московский международный деловой центр 모스콥스키 메즈두나로드니 델로보이 첸트르[*], 영어: Moscow International Business Center) 또는 모스크바 시티(러시아어: Москва-Сити, 영어: Moscow-City)는 러시아의 수도 모스크바 중심부의 도시 재개발 프로젝트 및 지역의 명칭이다. 초고층 건물들이 즐비하다.

## 소속 건물
현재 국제 비즈니스 센터에 소속되어 있는 주요 건물들의 목록이다.
| 순위 | 명칭                                    | 층수 | 높이   | 완공   | 플룻  |
| ---- | --------------------------------------- | ---- | ------ | ------ | ----- |
| 1    | 원 타워                                 | 108  | 405.3m | 2024년 | 20    |
| 2    | 페더레이션 동부 타워                    | 97   | 373.7m | 2016년 | 13    |
| 3    | OKO 남부 타워                           | 85   | 354.1m | 2015년 | 16    |
| 4    | 머큐리 시티 타워                        | 75   | 338.8m | 2012년 | 14    |
| 5    | 르네상스 모스크바 타워                  | 65   | 337m   | 2018년 | 17-18 |
| 6    | 유라시아                                | 72   | 308.9m | 2015년 | 12    |
| 7    | 고로드 스톨리츠 (모스크바) 타워         | 76   | 302m   | 2009년 | 9     |
| 8    | 그랜드 타워                             | 50   | 283m   | 2019년 | 15    |
| 9    | 나베르자나야 타워 C                     | 59   | 268m   | 2007년 | 10    |
| 10   | 고로드 스톨리츠 (상트페테르부르크) 타워 | 65   | 257m   | 2009년 | 9     |
| 11   | 에볼루션 타워                           | 54   | 255m   | 2015년 | 2-3   |
| 12   | OKO 북부 타워                           | 49   | 245m   | 2015년 | 16    |
| 13   | 페더레이션 서부 타워                    | 63   | 242m   | 2016년 | 13    |
| 14   | 임페리아 타워                           | 59   | 239m   | 2011년 | 4     |
| 15   | IQ-쿼터                                 | 43   | 177m   | 2015년 | 11    |
| 16   | 노던 타워                               | 27   | 108m   | 2007년 | 19    |

## 같이 보기
- 용산국제업무지구